# Il conservatore
Il conservatore è un romanzo di Nadine Gordimer del 1974. Il romanzo è stato premiato con il Booker Prize a pari merito con Holiday di Stanley Middleton, ed è stato selezionato nel 1998 tra i finalisti del premio speciale Best of the Booker.

## Trama
Mehring è un ricco uomo d'affari bianco insoddisfatto della sua vita che vive nel Sudafrica dell'apartheid. La sua ex-moglie è andata in America, il figlio liberale (probabilmente gay) critica i suoi modi conservatori e capitalisti, e le sue amanti e colleghi non sembrano interessati a lui.
Per un capriccio acquista una fattoria fuori città, cercando di spiegare questo acquisto a se stesso come la ricerca di un significato più alto nella vita. Ma è chiaro che sa quasi nulla sull'agricoltura, e che sono i lavoratori neri a gestire l'attività. Mehring è semplicemente un estraneo, un intruso nella vita quotidiana della "sua" fattoria.
Un giorno il capo nero, Jacobus, trova in azienda un corpo morto non identificato. Dal momento che il morto è nero, la polizia non ha nessuna urgenza di esaminare il caso e si limita a seppellire il corpo nel punto in cui è stato trovato. L'idea di un uomo nero sepolto nella sua terra comincia a tormentare Mehring. Un'inondazione riporta il corpo in superficie. Anche se i contadini non conoscevano l'uomo, decidono di dargli una degna sepoltura, come se fosse un membro della famiglia.
Ci sono indizi che la sepoltura stessa di Mehring sarà meno sentita della sepoltura di uno straniero. Questo può essere interpretato come simbolo della posizione dei bianchi in Sudafrica: anche se sono i possessori formali della terra, i nativi neri hanno l'effettiva proprietà del territorio.

## Edizioni
- Nadine Gordimer, Il conservatore, Feltrinelli, 2009, ISBN 978-88-07-72103-8.